# Cölestin Myslenta

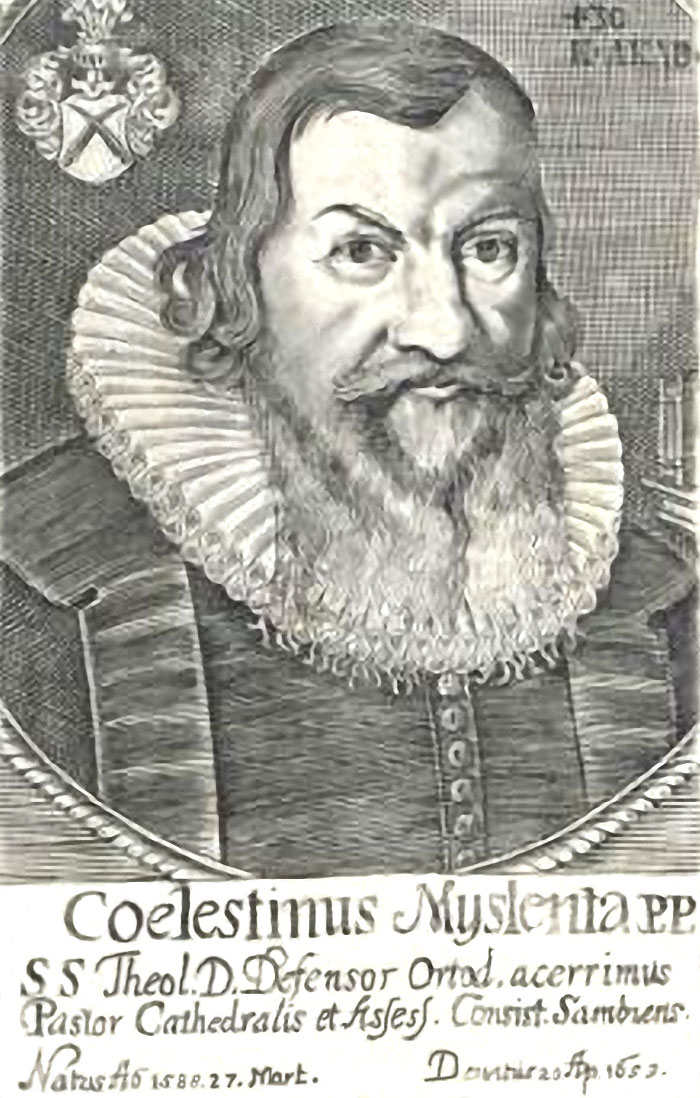
Cölestin Myslenta

Cölestin Myslenta, auch Coelestin, poln.Celestyn Myślenta, (* 27. März 1588 in Kutten bei Angerburg, Herzogtum Preußen (polnisch Kuty); † 20. April 1653 in Königsberg) war ein lutherischer Theologe polnischer Abstammung und langjähriger Rektor der Albertus-Universität Königsberg.

## Leben und Wirken
Cölestin Myslenta war Sohn des polnischen Adeligen und Pastors Matthäus (Mateusz) Myślenta, der nach Königsberg zur Ausbildung kam und sich in Preußen niederließ. Von 1581 bis 1588 war sein Vater amtierender Pfarrer in Kutten, wo Cölestin 1588 geboren wurde. Seine Mutter hieß Eufrozyna geb. Wiercińska.
Von 1603 bis 1606 studierte er am Pädagogium in Königsberg, danach an den Universitäten Wittenberg, Leipzig und Gießen Theologie und orientalische Sprachen. In Gießen promovierte er zum Doktor der Theologie und wurde noch im selben Jahr von Johann Sigismund, Kurfürst von Brandenburg und Herzog von Preußen, als außerordentlicher Professor der Theologie und ordentlicher Professor der hebräischen Sprache an die Albertus-Universität Königsberg berufen. Dort war er ein Lehrer des Abraham Calov. Ab 1626 war er außerdem Pfarrer am Königsberger Dom, der Universitätskirche.
In den 1620er Jahren begann die Auseinandersetzung mit seinem Danziger Kollegen Hermann Rathmann, Pfarrer an der dortigen Marien- sowie Katharinenkirche, und mit Caspar Movius wegen deren freierer Auffassung vom Wort Gottes. Myslenta exponierte sich als radikaler Verfechter der lutherischen Orthodoxie auch gegen die Reformierten und speziell gegen die Anhänger von Georg Calixt, die er des Synkretismus bezichtigte. Er scheute sich nicht, gegen sie staatliche Gerichte einzuschalten.
Auch mit seinem Königsberger Kollegen Christian Dreier, ab 1649 Oberhofprediger an der Königsberger Schlosskirche, und seinem Schüler, dem späteren Professor Michael Behm und Vertreter der irenischen Richtung, führte Myslenta harte Auseinandersetzungen. Im Jahre 1645 sollte Cölestin Myslenta auf Wunsch des Kurfürsten Friedrich Wilhelm von Brandenburg am Thorner Religionsgespräch teilnehmen, wurde jedoch zugunsten Behms zurückgestellt. Als Behm 1650 als Nachfolger Mislentas zum Dekan der theologischen Fakultät gewählt wurde, verweigerte dieser ihm die Übergabe der Fakultätssiegel, woraufhin er schließlich Sitz und Stimme im Senat der Universität verlor. Als Behm kurz danach starb, verweigerte er dessen Beisetzung im Königsberger Dom. Als sich der Trauerzug näherte, verschloss Myslenta eigenhändig die Domtüren. Zwei Jahre stand Behms Sarg in einem Hausgewölbe. Erst 1652 lenkte er ein, und die Bestattung wurde nachgeholt. Darauf wurde er wieder in seine akademischen Rechte eingesetzt und danach zum siebenten Mal zum Rektor der Alma Mater gewählt. Der streitbare, um theologische Wahrhaftigkeit in äußerster Konsequenz kämpfende Theologe verstarb im Alter von 65 Jahren, im 27. Amtsjahr am Königsberger Dom.

## Werkauswahl
- Disputationem…de Necessitate et Contingentia. Wittenberg 1610
- Dissertation prior de Angelica Mysterii incarnationis filii dei annunciatione, facta B. Mariae. Königsberge 1623
- de Theologiae habitu & praeeipuis side Articulis
- Collegium Theologicum super corpus doctrinae Prutenicum